# Julian Yacoub Mourad

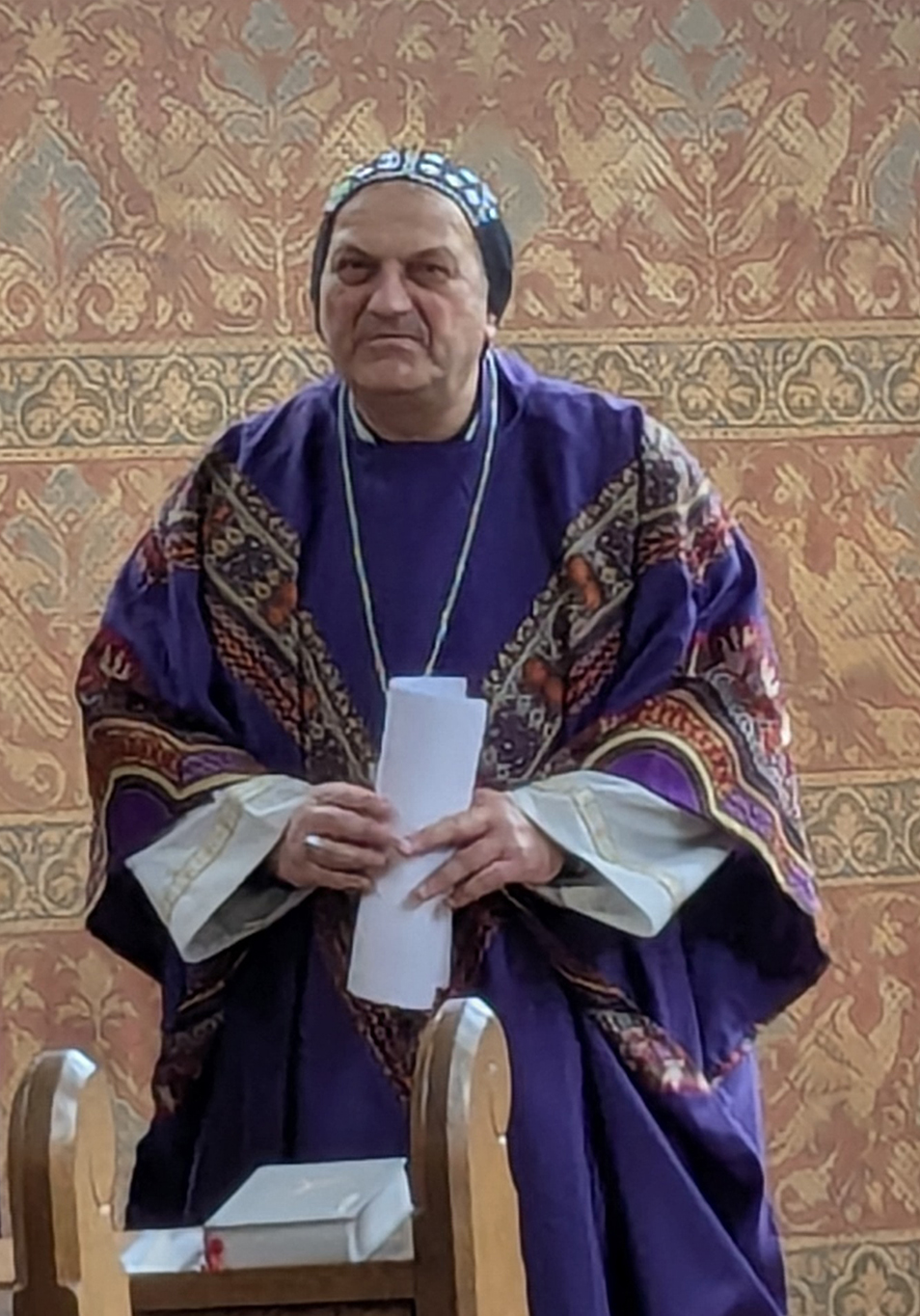
Erzbischof Jacques Mourad am 12. März 2025 zu Besuch bei missio Aachen

Julian Yacoub Mourad (* 28. Juni 1968 in Aleppo, Syrien als Jacques Mourad) ist ein syrisch-katholischer Geistlicher und Erzbischof von Homs.

## Leben
Jacques Mourad begann seine Priesterausbildung am Priesterseminar im Kloster Charfet. Später setzte er seine Studien im Libanon fort und erwarb an der Heilig-Geist-Universität Kaslik Abschlüsse in Philosophie und Theologie sowie das Lizenziat in Liturgiewissenschaft. Der Patriarch von Antiochia, Ignatius Antoine II. Hayek, spendete ihm am 2. Juni 1991 im Kloster Deir al-Shorfa die Diakonenweihe. Er gehörte zu den Mitbegründern des wiederbelebten Klosters Dair Mar Musa al-Habaschi, in dem er am 20. Juli 1993 die Ordensgelübde ablegte. Am 28. August desselben Jahres empfing er durch den Erzbischof von Aleppo, Denys Raboula Antoine Beylouni, in der Mariä-Himmelfahrt-Kathedrale von Aleppo das Sakrament der Priesterweihe für die Erzeparchie Homs.
Von 2000 bis zu dessen Zerstörung im Jahr 2015 war er Vorsteher des Klosters Mar Elian und Pfarrer in al-Qaryatain. Nachdem er von islamistischen Terroristen entführt worden war, hielt er sich ab Oktober 2015 in Tochterklöstern in Italien und im Irak auf. Nach der Rückkehr in die Heimat im Jahr 2020 war er Vizesuperior und Ökonom seiner Gemeinschaft sowie Gemeindeseelsorger in al-Qaryatain. Außerdem gehörte er dem Konsultorenkollegium der Erzeparchie Homs an.
Die Synode der syrisch-katholischen Kirche wählte ihn zum Erzbischof von Homs. Papst Franziskus bestätigte die Wahl am 7. Januar 2023. Der Patriarch von Antiochia, Ignatius Joseph III. Younan, spendete ihm am 3. März desselben Jahres in der Heilig-Geist-Kathedrale von Homs die Bischofsweihe. Dabei nahm er mit Genehmigung des Patriarchen den Namen Julian Yacoub an. Mitkonsekratoren waren der Erzbischof von Aleppo, Denys Antoine Chahda, der Patriarchalprokurator des Patriarchats von Antiochia, Flavien Rami Al-Kabalan, der Erzbischof von Damaskus, Jihad Battah, und der syrisch-katholische Kurienbischof Charles Georges Mrad.
Im Jahr 2025 warnte Mourad vor einer Islamisierung Syriens durch die Regierung von Ahmed al-Scharaa und warf dieser vor, nicht die Pluralität des Landes widerzuspiegeln.
Papst Leo XIV. ernannte ihn am 3. Juli 2025 zum Mitglied des Dikasteriums für den Interreligiösen Dialog.

## Schriften
- mit Amaury Guillem: Ein Mönch in Geiselhaft. Fünf Monate in den Fängen des Islamischen Staates. Arete Verlag Hildesheim 2019. ISBN 978-3-96423-019-5.